# Carnosauria

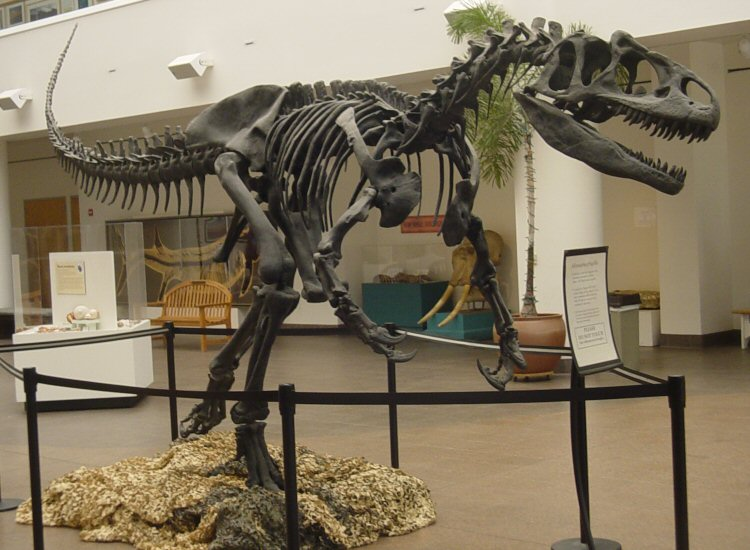
Skelet van Allosaurus fragilis in het San Diego Natural History Museum

De Carnosauria vormen een onderverdeling van de Avetheropoda, een groep uit de Theropoda, vleesetende dinosauriërs. De klade is in 1986 door Gauthier gedefinieerd gebruikmakend van Allosaurus en Neornithes, en in 2004 door Holtz volgens de nieuwe regels herdefinieerd als de groep omvattende Allosaurus fragilis en alle soorten die nauwer verwant zijn aan Allosaurus dan aan de huismus, Passer domesticus.
Vroeger werd de naam, in 1920 gepubliceerd door Von Hüne, in fenotypische zin gebruikt als aanduiding voor iedere vleesetende dinosauriër van fors postuur. Tyrannosaurus rex was in die zin een "carnosauriër", een "vleesetend reptiel". Voor zover bekend, behoort hij echter niet tot de Carnosauria naar bovenstaande moderne definitie, maar tot de Coelurosauria, de andere belangrijke onderverdeling van de Avetheropoda. Deze definitie is strikt op afstamming gebaseerd en verdere eigenschappen zijn irrelevant—het is dus goed mogelijk dat een zeer kleine vorm tot de Carnosauria behoort.
- Infraorde Carnosauria
  - Becklespinax
  - Gasosaurus
  - Yuanmouraptor
  - Superfamilie Allosauroidea